# Pumbaa
Pumbaa est un personnage de fiction, un phacochère, qui est apparu pour la première fois dans le long métrage d'animation Le Roi lion. Le personnage apparaît dans les suites du film : Le Roi lion 2 : L'Honneur de la tribu et Le Roi lion 3 : Hakuna Matata, ainsi que dans les séries télévisées : Timon et Pumbaa (1995-1999) et La Garde du Roi lion (2016), et dans des bandes dessinées créées pour les enfants.

## Description
De caractère jovial et un peu simple d'esprit mais montre a certaines reprises qu'il est plus malin et légèrement plus intelligent que Timon, ce phacochère au grand cœur partage tout avec son ami Timon, un jeune  suricate (sorte de mangouste). Ils ont un dicton : Hakuna matata qui signifie « sans aucun souci ». Il est parfois plus malin que Timon et n'hésite pas à fraterniser avec la première personne rencontrée. Timon et Pumbaa sont tous deux insectivores.
Le film Le Roi lion 3 : Hakuna Matata permet de découvrir les raisons de l'exil de Timon mais pas celle de Pumbaa. Il rencontre son futur ami suricate à la nuit tombée peu après le départ de celui-ci de sa colonie à la suite des nombreux problèmes qu'il provoquait. Le seul indice inclus dans les films de ses origines se trouve dans la chanson Hakuna matata où il est question de pets « provoquant des tempêtes ». Le film Le Roi lion 3 : Hakuna Matata met cela en scène en associant l'un de ses pets avec l'évanouissement des animaux durant la scène de prosternation devant l'enfant roi Simba du premier opus.

## Apparence
L'animation du personnage a été supervisée par Tony Bancroft.

## Interprètes
| Voix originale : - Ernie Sabella dans : - Le Roi lion - Le Roi lion 2 : L'Honneur de la tribu - Le Roi lion 3 : Hakuna Matata - Timon et Pumbaa - La Garde du Roi lion - Seth Rogen dans Le Roi lion (live action) | Voix française : - Michel Elias dans : - Le Roi lion - Le Roi lion 2 : L'Honneur de la tribu - Le Roi lion 3 : Hakuna Matata - Timon et Pumbaa - La Garde du Roi lion - Alban Ivanov dans Le Roi lion (live action) |

 Voix internationales :
- Voix allemande : Rainer Basedow
- Voix brésilienne : Mauro Ramos
- Voix danoise : Lars Thiesgaard
- Voix espagnole : Miguel Ángel Jenner
- Voix finnoise : Pekka Laiho
- Voix hongroise : Melis Gábor et Bálint István (chant)
- Voix islandaise : Karl Ágúst Úlfsson
- Voix italienne : Augusto Giardino
- Voix japonaise : Atomu Kobayashi
- Voix latino-américaine : Francisco Colmenero
- Voix néerlandaise : Door Van Boeckel
- Voix norvégienne : Yngvar Numme
- Voix polonaise : Emilian Kamiński
- Voix portugaise : José Raposo
- Voix québécoise : Vincent Davy
- Voix roumaine : Cristian Popescu
- Voix suédoise : Jan Rippe
- Voix tchèque : Jan Krobůček
- Voix turque : Naci Taşdöğen

## Chansons interprétées par Pumbaa
- Hakuna Matata avec Timon et Simba dans Le Roi lion
- L'Amour brille sous les étoiles avec Timon, Simba et Nala dans Le Roi lion